# Teatro Cervantes (Segovia)
El Teatro Cervantes es un teatro ubicado en el patio de la Casa de los Picos en la ciudad de Segovia, España. El teatro permanece cerrado desde 1984 y está previsto que las obras de rehabilitación concluyan a finales de 2025, después de que se paralizase un proyecto para reformarlo en 2007. El nombre del teatro se debe a la homónima calle en la que se encuentra. 

## Historia
El Círculo Mercantil e Industrial de Segovia estableció su sede en este edificio después de que su anterior domicilio social fuera destruido el 26 de diciembre de 1920 por un devastador incendio.  
En 1922 los miembros de Círculo, animados por la bonanza económica de la década, emprendieron la construcción del Teatro. 
El 12 de septiembre de 1923 se inauguró con el estreno de la comedia en tres actos El paso del camello, de José Fernández del Villar. Además, acogió actos culturales y políticos y finalmente se convirtió en cine.
A finales de 1984 cerró sus puertas definitivamente y, tras la paralización de unas obras proyectadas para su rehabilitación en 2007, está previsto que las obras de rehabilitación concluyan a finales de 2025.

## Descripción
El edificio responde a la tipología de teatro clásico a la italiana. Un teatro con planta en forma de herradura que surge en España en el siglo XVIII como transformación del corral de comedias a la manera de Milán, Venecia o Nápoles. Posteriormente ya en el siglo siguiente este tipo de teatro se adapta a las corrientes románticas de la época llegando a ser muy popular con el auge del género chico.
El Teatro Cervantes, si bien se ajusta conceptualmente a esta tipología (disposición de la sala y relación con las escaleras, escena y embocadura, ubicación de estancias auxiliares, etc.), presenta la particularidad de que el patio de butacas es de planta rectangular.
El arquitecto utilizó la planta baja de la Casa de los Picos para situar la entrada al Teatro, y parte del patio de la misma para ubicar la sala de butacas y escenario. El resto del patio pertenece en la actualidad al Seminario Conciliar.
Un patio de pequeñas dimensiones separa el edificio de la calle Obispo Gandasegui, a la vez que sirve de iluminación y ventilación a las galerías interiores de acceso a los palcos.

### Fachadas del teatro
La muralla conforma su cerramiento en casi toda la altura por su lado meridional de manera que el Teatro queda oculto para la vista del transeúnte de la calle Cervantes.
Sólo desde algunas perspectivas exteriores de la ciudad puede observarse la presencia del gran volumen del edificio que emerge por encima del cinto murado y el caserío. La sensación de atravesar la muralla, donde se sitúa la entrada, para encontramos en un amplio y espléndido espacio diáfano, fuertemente caracterizado, ubicado dentro de una ciudad medieval creada por la adicción y superposición de pequeñas células edificadas, resalta aún más el valor del edificio.
La fachada al patio se compone a base de un riguroso orden en la colocación de los huecos de arcos rebajados en el primer piso y carpaneles en el segundo. La composición queda enfatizada por pilastras e impostas que recorren la fachada a la altura del arranque de los arcos de las ventanas.
El muro trasero orientado al Este que delimita la escena y la tramoya es medianero con el patio del Seminario. Aquí la muralla aparece con fuerza después de haber sido ocultada por la mole del Teatro y las casas de la calle Cervantes.